# Пьюласки (округ, Кентукки)
Пьюла́ски (англ. Pulaski County) — округ в штате Кентукки, США. Официально образован в 1798 году, получил своё название в честь американского военного и государственного деятеля польского происхождения Казимира Пулавского. По состоянию на 2010 год, численность населения составляла 63 063 человека.

## География
По данным Бюро переписи США, общая площадь округа равняется 1753,561 км2, из которых 1713,546 км2 суша и 40,016 км2 или 2,280 % это водоёмы.

## Население
По данным переписи населения 2000 года в округе проживает 56 217 жителей в составе 22 719 домашних хозяйств и 16 334 семей. Плотность населения составляет 33,00 человека на км2. На территории округа насчитывается 27 181 жилых строений, при плотности застройки около 16-ти строений на км2. Расовый состав населения: белые — 97,48 %, афроамериканцы — 1,07 %, коренные американцы (индейцы) — 0,22 %, азиаты — 0,37 %, гавайцы — 0,02 %, представители других рас — 0,17 %, представители двух или более рас — 0,67 %. Испаноязычные составляли 0,81 % населения независимо от расы.
В составе 31,20 % из общего числа домашних хозяйств проживают дети в возрасте до 18 лет, 58,50 % домашних хозяйств представляют собой супружеские пары проживающие вместе, 10,10 % домашних хозяйств представляют собой одиноких женщин без супруга, 28,10 % домашних хозяйств не имеют отношения к семьям, 24,90 % домашних хозяйств состоят из одного человека, 10,80 % домашних хозяйств состоят из престарелых (65 лет и старше), проживающих в одиночестве. Средний размер домашнего хозяйства составляет 2,42 человека, и средний размер семьи 2,87 человека.
Возрастной состав округа: 23,40 % моложе 18 лет, 8,00 % от 18 до 24, 28,60 % от 25 до 44, 24,90 % от 45 до 64 и 24,90 % от 65 и старше. Средний возраст жителя округа 38 лет. На каждые 100 женщин приходится 95,60 мужчин. На каждые 100 женщин старше 18 лет приходится 91,90 мужчин.
Средний доход на домохозяйство в округе составлял 27 370 USD, на семью — 32 350 USD. Среднестатистический заработок мужчины был 27 398 USD против 19 236 USD для женщины. Доход на душу населения составлял 15 352 USD. Около 14,80 % семей и 19,10 % общего населения находились ниже черты бедности, в том числе — 26,90 % молодежи (тех, кому ещё не исполнилось 18 лет) и 16,60 % тех, кому было уже больше 65 лет.